# Ioannis Varvitsiotis

Ioannis Varvitsiotis

Ioannis Varvitsiotis (griechisch Ιωάννης Βαρβιτσιώτης, * 2. August 1933 in Athen) ist ein griechischer Politiker der Nea Dimokratia, Jurist, langjähriger Parlamentarier und von 2004 bis 2009 Mitglied des Europaparlaments.
Varvitsiotis studierte Jura an der Nationalen und Kapodistrias-Universität Athen. Nach dem Universitätsabschluss setzte er seine Ausbildung in Deutschland fort und spezialisierte sich auf  Völkerrecht.
Über viele Jahre arbeitete er mit Konstantin Karamanlis zusammen, dem Führer der griechischen Konservativen. 1961 gelangte er zum ersten Mal in das Griechische Parlament und wurde mehrmals wiedergewählt, von 1974 bis 2000 für die Nea Dimokratia.
Er füllte eine Reihe von staatlichen Funktionen aus als stellvertretender Minister des Innern und für Auswärtige Angelegenheiten (1974–1975), als Handelsminister (1975–1977), Minister für Bildung und Religion (1977–1980), Justizminister (1992) und zweimal Verteidigungsminister (1989, 1990–1993).
Im Jahr 2004 wurde er für die sechste Legislaturperiode ins Europäische Parlament gewählt. Er gehörte zur Gruppe der Christdemokraten der Europäischen Volkspartei und war Mitglied des Ausschusses für bürgerliche Freiheiten, Justiz und Inneres sowie stellvertretendes Mitglied im Ausschuss für Kultur und Bildung. Im Europaparlament blieb er bis 2009 und stand für eine Wiederwahl nicht zur Verfügung.